# Scaphinotus
Scaphinotus es un género de coleópteros adéfagos pertenecientes a la familia Carabidae. 

## Especies
Contiene las siguientes especies:
- Scaphinotus aeneicollis Beutenmuller, 1903
- Scaphinotus andrewsii Harris, 1839
- Scaphinotus angulatus Harris, 1839
- Scaphinotus angusticollis Mannerheim, 1824
- Scaphinotus behrensi Roeschke, 1907
- Scaphinotus bilobus Say, 1825
- Scaphinotus bullatus Van Dyke, 1924
- Scaphinotus cavicollis LeConte, 1859
- Scaphinotus cordatus LeConte, 1853
- Scaphinotus crenatus Motschulsky, 1859
- Scaphinotus cristatus Harris, 1839
- Scaphinotus elevatus Fabricius, 1787
- Scaphinotus fissicollis LeConte, 1853
- Scaphinotus hoffmani Barr
- Scaphinotus guyoti LeConte, 1866
- Scaphinotus hatchi Beer, 1971
- Scaphinotus hubbardi Schwarz, 1895
- Scaphinotus imperfectus Horn, 1860
- Scaphinotus incompletus Schwarz, 1895
- Scaphinotus infletus Allen & Carlton, 1988
- Scaphinotus interruptus Menetries, 1844
- Scaphinotus johnsoni Van Dyke, 1924
- Scaphinotus kelloggi Dury, 1912
- Scaphinotus labontei van den Berghe, 1994
- Scaphinotus levis Barr
- Scaphinotus liebecki Van Dyke, 1936
- Scaphinotus lodingi Valentine, 1935
- Scaphinotus longiceps Van Dyke, 1924
- Scaphinotus macrogonus Bates, 1891
- Scaphinotus manni Wickham, 1919
- Scaphinotus marginatus Fischer, 1822
- Scaphinotus merkeli Horn, 1890
- Scaphinotus mexicanus Bates, 1882
- Scaphinotus obliquus LeConte, 1868
- Scaphinotus oreophilus Rivers, 1890
- Scaphinotus parisianus Allen & Carlton, 1988
- Scaphinotus persimilis Barr
- Scaphinotus petersi Roeschke, 1907
- Scaphinotus punctatus LeConte, 1874
- Scaphinotus regularis LeConte, 1884
- Scaphinotus reichei Barr
- Scaphinotus relictus Horn, 1881
- Scaphinotus ridingsii (Bland, 1863)
- Scaphinotus riversi Roeschke, 1907
- Scaphinotus rugiceps Horn, 1872
- Scaphinotus schwarzi Beutenmuller, 1913
- Scaphinotus snowi (LeConte, 1881)
- Scaphinotus striatopunctatus (Chaudoir, 1844)
- Scaphinotus subtilis Schaum, 1863
- Scaphinotus tenuis Casey, 1914
- Scaphinotus tricarinatus (Casey, 1914)
- Scaphinotus tusquitee Barr
- Scaphinotus unicolor Fabricius, 1787
- Scaphinotus unistriatus Darlington, 1931
- Scaphinotus valentinei Barr
- Scaphinotus vandykei Roeschke, 1907
- Scaphinotus velutinus LeConte, 1853
- Scaphinotus ventricosus Dejean, 1833
- Scaphinotus viduus Dejean, 1826
- Scaphinotus violaceus LeConte, 1863
- Scaphinotus webbi Bell, 1959